# Alain Penz
Alain Penz (ur. 30 października 1947 w Sallanches) – francuski narciarz alpejski. Jego najlepszym występem na igrzyskach było 8. miejsce w slalomie na igrzyskach w Grenoble, na mistrzostwach świata najlepszym jego wynikiem było 5. miejsce w slalomie na mistrzostwach świata w Val Gardena. Najlepsze wyniki w Pucharze Świata osiągnął w sezonach 1968/1969 i 1969/1970 kiedy to zdobywał małą kryształową kulę w slalomie, a w klasyfikacji generalnej był piąty.

## Sukcesy

### Puchar Świata

#### Miejsca w klasyfikacji generalnej
- 1966/1967 – 27.
- 1967/1968 – 44.
- 1968/1969 – 5.
- 1969/1970 – 5.
- 1970/1971 – 14.
- 1971/1972 – 15.

#### Zwycięstwa w zawodach
1. Megève – 26 stycznia 1969 (slalom)
2. Jackson Hole – 22 lutego 1970 (slalom)
3. Vancouver – 27 lutego 1970 (gigant)
4. Vancouver – 28 lutego 1970 (slalom)
5. Heavenly Valley – 6 marca 1970 (slalom)